# Bradley Denton
Bradley Clayton Denton (* 7. Juni 1958 in Towanda, Kansas) ist ein US-amerikanischer Autor von Science Fiction, Fantasy und Kriminalromanen.

## Leben
Denton besuchte die Universität von Kansas und schloss dort mit einem Bachelor in Astronomie sowie einem Master in Englisch ab. Seine erste Kurzgeschichte veröffentlichte er März 1984 in The Magazine of Fantasy & Science Fiction als The Music of the Spheres. Im Jahr 1988 zog er mit seiner Frau Barbara nach Austin, Texas.
Die frühen Werke von Denton lassen sich wie auch der Großteil seiner Kurzgeschichten dem Genre Science-Fiction zuordnen. Blackburn (1993), über einen mitfühlenden Serienmörder, ist ein Kriminalroman, Lunatics (1996) ein Fantasy-Roman.

## Werke
Romane
- Wrack & Roll (1986, nominiert für den John W. Campbell Memorial Award for Best Science Fiction Novel)
- Buddy Holly is Alive and Well on Ganymede (1991, Gewinner des John W. Campbell Memorial Award for Best Science Fiction Novel 1992)
- Blackburn (1993, nominiert für den Bram Stoker Award 1993)
  - Deutsch: Jimmy Blackburn (List 1995, Aus dem Amerikan. von Klaus Berr, ISBN 978-3-471-77343-7)
- Lunatics (1996)
  - Deutsch: Mondsüchtig (Fischer Scherz 1998, Aus dem Englischen von Ursula Maria Mössner, ISBN 978-3-502-10159-8)
- Laughin' Boy (2005)

Sammelausgaben
- A Conflagration Artist (1993)
- The Calvin Coolidge Home for Dead Comedians (1993, Gewinner des World Fantasy Award 1995 als bester Sammelband)
- One Day Closer to Death: Eight Stabs at Immortality (1998)
- Sergeant Chip and Other Novellas (2014)

Kurzgeschichten (Auswahl)
- The Music of the Spheres (März 1984, The Magazine of Fantasy and Science Fiction)
  - Deutsch: Sphärenmusik, dt. von Michael Windgassen. In: Ronald M. Hahn (Hrsg.): The Magazine of Fantasy and Science Fiction 75. Folge – Sphärenklänge – SF Heyne 1987, ISBN 978-3-453-31387-3.
- Top of the Charts (März 1985, The Magazine of Fantasy and Science Fiction)
- The Summer We Saw Diana (August 1985, The Magazine of Fantasy and Science Fiction)
- In the Fullness of Time (Mai 1986, The Magazine of Fantasy and Science Fiction)
- The Calvin Coolidge Home for Dead Comedians (Juni 1988, The Magazine of Fantasy and Science Fiction)
- The Sin-Eater of the Kaw (Juni 1989, The Magazine of Fantasy and Science Fiction)
- Skidmore (Mai 1991, The Magazine of Fantasy and Science Fiction)
  - Deutsch: Skidmore. In: Ronald M. Hahn (Hrsg.): Ebenbilder. Heyne SF&F #5004, 1993, ISBN 3-453-06231-0.
- The Territory (Juli 1992 The Magazine of Fantasy and Science Fiction, 1993 nominiert für den Hugo und den Nebula als beste Erzählung)
- We Love Lydia Love (November 1994, The Magazine of Fantasy and Science Fiction)
- Bloody Bunnies (April 2000, The Magazine of Fantasy and Science Fiction)
- Timmy and Tommy's Thanksgiving Secret (2003, in der Anthologie Witpunk)
- Sergeant Chip (September 2004, The Magazine of Fantasy and Science Fiction, Gewinner des Sturgeon Award 2005)
- Bad Brass 2014
  - Deutsch: Mit Pauken und Trompeten, in: George R. R. Martin (Hrsg.), Der Bruder des Königs: und 20 weitere Kurzromane, Penhaligon Verlag 2016, ISBN 978-3-764-53175-1